# Controller Pak

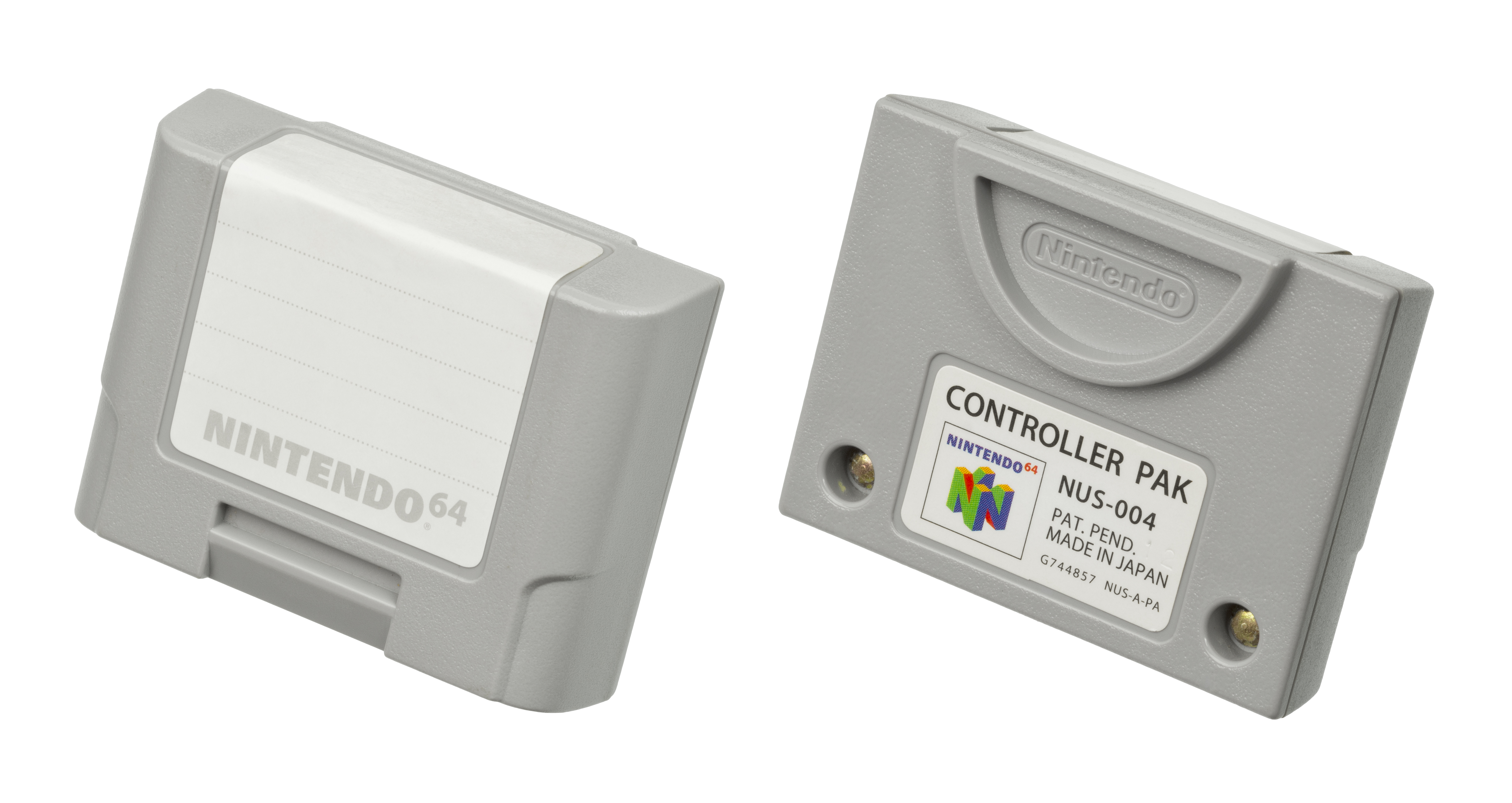
Controller Pak

Controller Pak era um cartão de memória onde o jogador podia salvar seu progresso e configurações dos jogos.
Os modelos vendidos pela Nintendo ofereciam 256 Kb de memória, divididos em 123 páginas. Alguns modelos produzidos por terceiros ofereciam maior capacidade.
Ele está conectado ao controlador e permite que o jogador salve o progresso e a configuração do jogo. Os modelos originais da Nintendo ofereceram bateria de 256 kilobits (32KB) suportada [[Memória de acesso aleatório estático] SRAM], dividida em 123 páginas com uma limitação de 16 arquivos de salvação, mas terceiros modelos tinham muito mais, muitas vezes na forma de 4 banco de memória selecionável de 256kbits. O número de páginas que um jogo ocupava variava (às vezes, usava o cartão inteiro). É alimentado por uma bateria  CR2032 comum.